# Бершов Сергій Ігорович
Сергі́й І́горович Бе́ршов (нар. 31 березня 1947, с. Біла Глина, Верхотурський район, Свердловська область, РРФСР, СРСР) — відомий радянський і український альпініст. Майстер спорту зі скелелазіння (1971), майстер спорту з альпінізму (1973), «Заслужений майстер спорту СРСР» та «Майстер спорту міжнародного класу» (1982), член клубу «Сніжний Барс» (1988), «Заслужений тренер України» (1990), інструктор-методист 2-ї категорії. Багаторазовий чемпіон СРСР та України. Доцент Харківської державної академії фізичної культури.

## Біографія
Сергій Бершов народився 31 березня 1947 року в селі Біла Глина, Свердловської області, в РСФСР, дитинство провів у місті Мерефа, Харківської області. В дитинстві у нього були проблеми із серцем, і лікарі заборонили йому займатися спортом. Однак Сергій учинив по-своєму і став активним спортсменом, через десять років лікарі не знайшли у нього жодних проблем із серцем.[джерело?]
Бершов працював слюсарем, електромонтером, маляром-висотником. В альпінізм прийшов у 1965 році, завдяки своєму першому тренеру, відомому харківському альпіністові Володимиру Йосиповичу «Вилу» Поберезовському. Перше сходження здійснив на Кавказі у 1965 році на Віа-тау (3820 м).
Сергій Бершов у 1969 році закінчив Харківську міську школу інструкторів з альпінізму. Багато років працював інструктором в альптаборі Кавказу, тренером в експедиціях і при підготовці команд до чемпіонатів Радянського Союзу та України. Сергій активно займався скелелазінням, яке в той час тільки почало розвиватися в СРСР. Незважаючи на відсутність спеціалізованих скеледромів, тренування харківських скелелазів відбувалися на старих цегляних стінах, а також на скелях в Криму. Бершов п'ятнадцять разів вигравав змагання зі скелелазіння в СРСР, шість разів ставав чемпіоном і призером міжнародних змагань. Тричі був чемпіоном СРСР з альпінізму 1973, 1974, 1986) в технічному і скельному класах, вісім разів — призером чемпіонату СРСР. За час занять альпінізмом зробив більше ста сходжень 5Б і 6Б категорій складності, у тому числі 22 першопроходження і першосходження на вершини гір. Відпрацював у горах як інструктор чи тренер 1600 днів. У 1975 році став одним з перших радянських альпіністів, що піднявся на скелі Йосеміті. Йшов першим під час першого радянського проходження маршруту «Салате» на скелях Ель-Капітан.

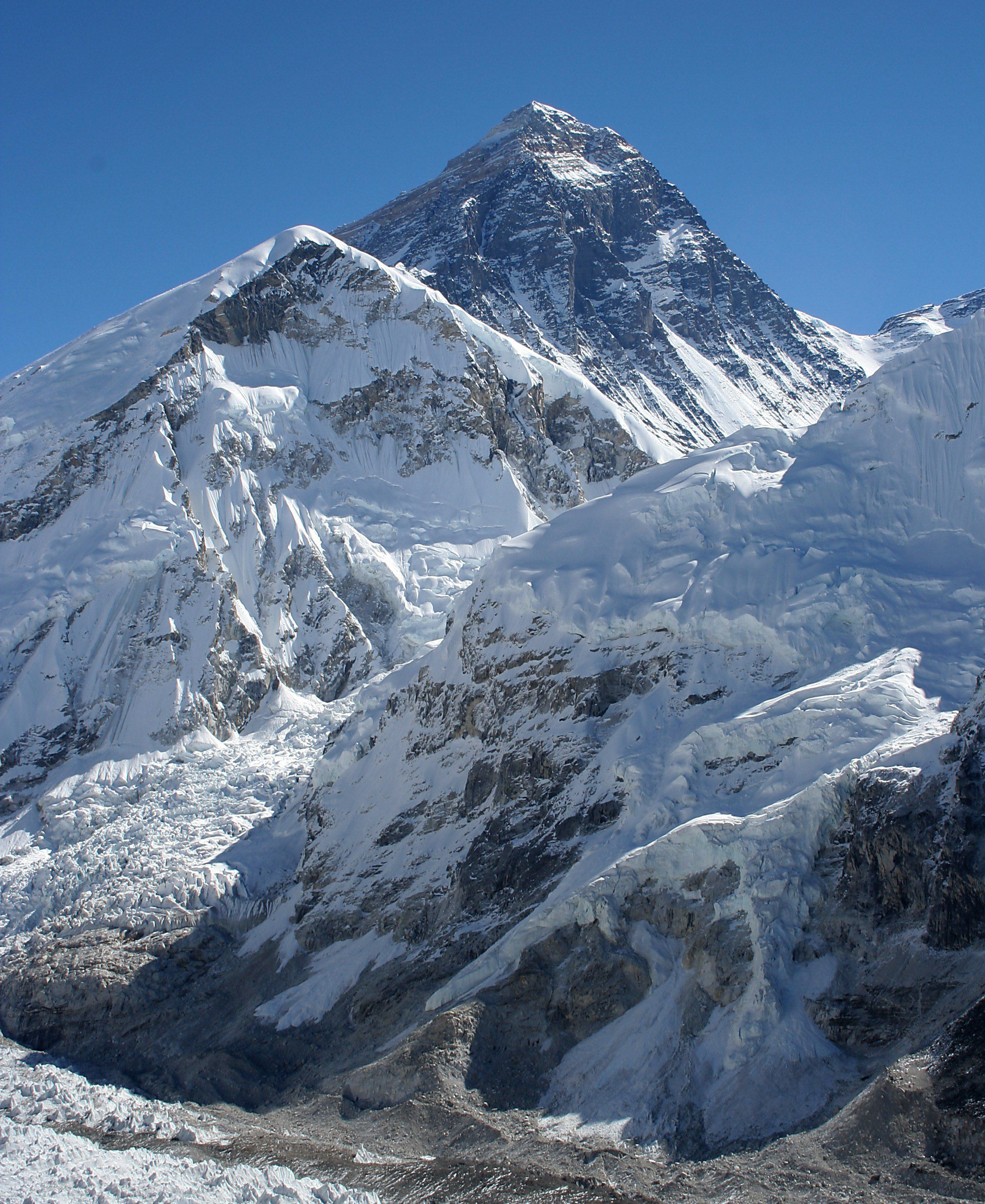
Тричі скорений Еверест

Як старший тренер брав участь у підготовці п'яти Гімалайських експедицій. Більш як 20 разів піднімався на «семитисячники» Радянського Союзу, 12 раз на сім «восьмитисячників» в Гімалаях. У складі збірних команд здійснив складні сходження в горах Швейцарії, Італії, США, Франції, ФРН, Непалу, Японії. З 1981 року — член штатної команди альпіністів Спорткомітету СРСР, після розпаду Радянського Союзу — член штатної команди альпіністів України і одночасно — її тренер. У 1982 році Бершов взяв участь у першій радянській експедиції на Еверест. Вночі 4 травня 1982 року в зв'язці із Михайлом Туркевичем вперше піднявся на найвищу вершину. За підсумками роботи першої радянської гімалайської експедиції йому, як і іншим членам команди, було присвоєно звання Заслужений майстер спорту і Майстер спорту міжнародного класу.
Після закінчення в 1984 році Київського інституту фізкультури працював інструктором обласного спортивного комітету. Потім викладачем Харківського інституту фізкультури. Сергій Бершов став дуже відомим скелелазом, альпіністом і лижником завдяки своїй неймовірній витривалості.
У 1989 році бере участь в гімалайській радянській експедиції — траверс-сходження на всі чотири вершини Канченджанги. 14 квітня 1989 року здійснює сходження на Канченджангу Південну (8491м) — першопроходження в рамках підготовки траверсу всього масиву. 1 травня 1989 року здійснює траверс-першопроходження Канченджанга Ялунг-Канг (8505м) — Канченджанга Головна (8586м) — Канченджанга Середня (8478м) — Канченджанга Південна (8491м). Цей траверс був пройдений за один день. За мужність і героїзм при підкоренні Канченджанги Сергій Бершов був нагороджений орденом «Дружби народів».

### Лхоцзе

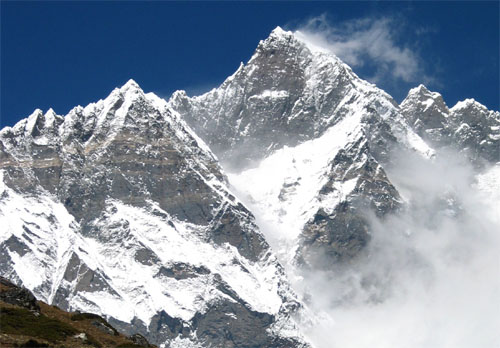
Неприступна Лхоцзе

16 жовтня 1990 року у зв'язці з Володимиром Каратаєвим здійснює у важких погодних умовах першопроходження Південної стіни Лхоцзе (8516 м), яку безуспішно намагалися пройти багато визначних альпіністів світу. Від неї тричі відступав легендарний італійський альпініст Райнхольд Месснер. Звідси, за рік до цього, у 1989 році зірвався у прірву з висоти 8350 метрів знаменитий польський альпініст Єжи Кукучка, (альпіністи знайшли на стіні вбиті у скелю альпіністські крюки й обірване мотуззя). Сходження Бершова — Каратаєва стало одним із найвищих спортивних досягнень світового альпінізму. Сильні снігопади, лавини і холод сильно перешкоджали експедиції. Сергій Бершов і його напарник знаходилися без кисню чотири дні на висоті 8000 метрів, вичікуючи настання хорошої погоди. Альпіністам це сходження далося дуже важко. Без допомоги товаришів по групі, Туркевича і Копійки, Каратаєву було б проблематично спуститися вниз. Райнхольд Месснер назвав це сходження «сходженням XXI століття». Сходження по цьому маршруту більше ніким не було повторене. Після цього сходження Володимир Каратаєв в результаті сильного обмороження, втратив всі пальці на руках і ногах.

### Аннапурна

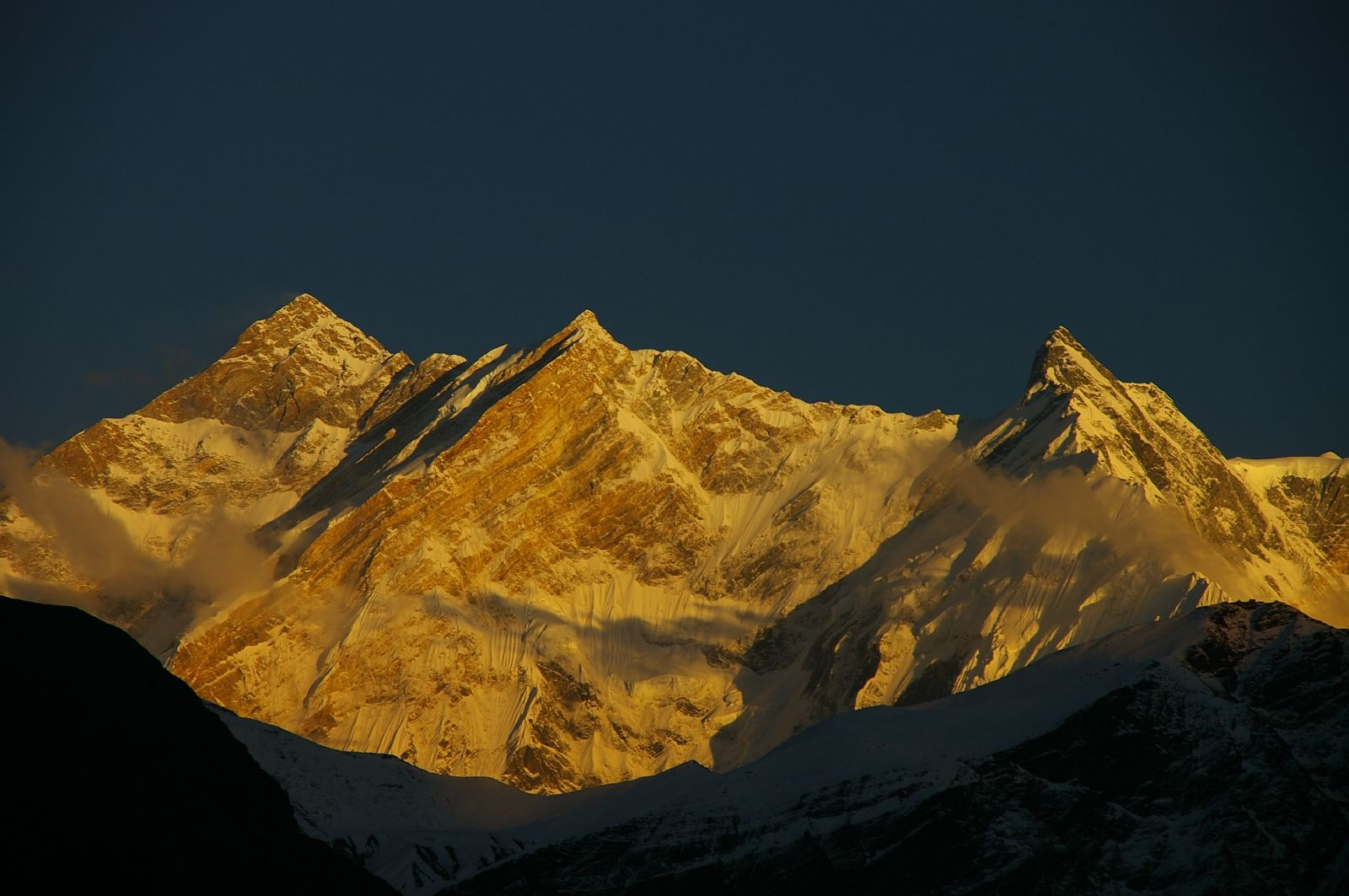
Небезпечна Аннапурна

20 листопада 1996 року у зв'язці із Ігорем Свергуном сходить на найнебезпечнішу для сходження вершину Землі — Аннапурну (8091 м) — по Південній стіні, за маршрутом Бонінгтона. 31 липня 1997 року здійснює сходження на Нанга Парбат (8125 м), за маршрутом Кінґстофера, у двійці із відомим українським альпіністом, невизнаним членом клубу «Восьмитисячників», Владиславом Терзиулом.
1 травня 1998 року здійснює сходження на Шишабангма Центральна (8013м), за класичним маршрутом, в альпійському стилі, із А.Боковим і І.Свергуном.
8 травня 1999 року в 4-00 ранку Сергій Бершов у складі третьої групи, разом з Ігорем Свергуном та Миколою Горюновим піднялися на Північне сідло — 7050 м, у складі експедиції «Еверест-99». З висоти 7800 м підключився до спуску осліплого участника експедиції Володимира Горбача.
17 травня 2000 року — повторює сходження на Еверест з експедицією краснодарських альпіністів як тренер-консультанат. Гімалайський досвід сприяв тому, що весь склад експедиції — 12 осіб досягли вершини.
2003 рік — сходження на Деналі (6168 м) в Кордильєрах (найвища вершина Північної Америки);
2004 рік — Чо-Ойю (8201 м);
2005 рік — третє сходження на Еверест (8848 м) з І. Свергуном;
2007 рік — Хідден-пік (до висоти 7800 м);
2008 рік — Броуд-пік (до висоти 7300 м).
Сергій багато раз брав участь у рятувальних роботах: на Ушбі (4690 м), Ельбрусі (5642 м), піку Вільної Іспанії (4200 м), Міжіргі (5025 м), Чатин-Тау (4411 м), піку Клари Цеткін (6641 м), піку Комунізму (7495 м), Хан-Тенгрі (6995 м), Нанга Парбат (8125 м) і на Евересті (8848 м).
Сергій Бершов 12 років брав участь в складних висотних роботах на ретрансляторах і в будівництві (Промисловий альпінізм). Автор газетних і журнальних публікацій, ним написані у співавторстві із журналісткою Олександрою Порохонею дві книги — «Кроки по вертикалі» (1985) і «Нехай обійдуть тебе лавини» (1992).

## Нагороди
За досягнення в альпінізмі нагороджений орденами Трудового Червоного Прапора (1982), Дружби народів (1989), «За заслуги» III ступеня, «За мужність» II ступеня (1999). У 1989 році удостоєний Почесного знаку ЦК ВЛКСМ «Спортивна доблесть». Нагороджений Срібною медаллю «За заслуги у розвитку Кубані». У 2004 році удостоєний звання «Почесний громадянин міста Харкова».

## Гімалайські сходження
Сергій Бершов підкорив сім «восьмитисячників» в Гімалаях, при чому на Еверест піднявся три рази за різними маршрутами і підкорив чотири «восьмитисячники» масиву Канченджанга
- 04.05.1982 — Еверест (8848 м), першопроходження Південно-Західної стіни;
- 14.04.1989 — Канченджанга Південна (8491 м), першопроходження в рамках підготовки траверсу масиву.
- 01.05.1989 — Канченджанга Ялунг-Канг (8505 м) — Канченджанга Головна (8586 м) — Канченджанга Центральна (8482 м) — Канченджанга Південна (8494 м), траверс-першопроходження за один день.
- 16.10.1990 — Лхоцзе (8516 м), першопроходження південної стіни.
- 06.05.1991 — траверс восьмитисячника Манаслу (8156м) у рамках Першої української гімалайської експедиції;
- 20.11.1996 — Аннапурна (8091 м), південна стіна, маршрут Бонінгтона;
- 31.07.1997 — Нанга Парбат (8126 м), маршрут Кингстофера, у двійці.
- 01.05.1998 — Шишабангма Центральна (8013 м), класичний маршрут, в альпійському стилі.
- 17.05.2000 — Еверест (8848 м), північно-східний гребінь.
- 2004 рік — Чо-Ойю (8201 м).
- 29.05.2005 — Еверест (8848 м), третє сходження.